# Флагохвостая бойцовая рыбка
Флагохво́стая бойцо́вая ры́бка (лат. Betta splendens varr. „Flagtail“) — одна из искусственно культивированных породных разновидностей, полученная при селекционном отборе и разведении дикой формы сиамских бойцовых рыбок (лат. Betta splendens).

## Этимология
Своё наименование получили за особую форму шлейфового хвостового плавника, отличающегося от форм и размеров плавников иных представителей данного вида.

## Условия содержания

### Размножение
Размножение такое же как и у обычных лабиринтовых рыб — гурами, лялиусов, петушков и макроподов. При подборе пар обращают внимание на особенности цвета и размера бойцовых рыбок, дабы не нарушать статей породы.